# 1956年アメリカ合衆国大統領選挙
1956年アメリカ合衆国大統領選挙（1956ねんアメリカがっしゅうこくだいとうりょうせんきょ、英語: United States presidential election, 1956）は、1956年11月6日に行われたアメリカ合衆国大統領選挙（第43回）。人気のある現職大統領ドワイト・D・アイゼンハワー（共和党）が再選を果たした。また、アイゼンハワーが4年前1952年の選挙で破った民主党候補者アドレー・スティーブンソンとの再戦となった。
アイゼンハワーは人気があったものの、その健康問題が静かな問題になっていた。スティーブンソンは民主党革新派の中核で人気を保っていたが、役職経験がなく、実質的な基盤がなかった。スティーブンソン（およびアイゼンハワー）は公民権問題をほとんど無視した。アイゼンハワーは朝鮮戦争を終わらせ、国は繁栄し、カリスマ的要素でその大勝を疑う者はいなかった。

## 候補者の指名

### 共和党の指名
1956年が始まると、アイゼンハワーの健康状態が危ぶまれたために、2期目に出馬しないのではないかという憶測が流れた。1955年、アイゼンハワーは重篤な心筋梗塞を味わい、1956年早々には回腸炎の手術も受けた。しかし、どちらの出来事の後も迅速に快復し、専属医師のお墨付きを得た後に2期目の出馬を決心した。「アイク」は大きな人気があったので、サンフランシスコで開催された1956年の共和党全国大会でも反対無く再指名された。
共和党の中で唯一の疑問は、現職副大統領のリチャード・ニクソンが再度アイゼンハワーの副大統領候補になるかということだった。アイゼンハワーは、マサチューセッツ州知事クリスティアン・ハーターのような党派色が少なく論議も少ない者を好む証拠があり、歴史家（例えばスティーヴン・アンブローズ）数人に拠れば、アイゼンハワー自らはニクソンに国防長官のような別の閣僚職を提案したと言われている。しかし、ニクソンの副大統領候補再指名に表立って反対するのはハロルド・スタッセンのみであり、ニクソンは共和党一般有権者の間では高い人気を保っていた。ニクソンはまた、副大統領のあり方を改革しており、共和党が強い州や国中の地方候補者の選挙綱領としてそれを表に出し、これら候補者達がニクソンの防衛に回った。1956年春、アイゼンハワーはニクソンが再度副大統領候補となることを公に宣言し、スタッセンは党大会でニクソンに次ぐ位置に立たされた。1952年の場合とは異なり、共和党保守派（1952年はアイゼンハワーに対抗してロバート・タフトを支持した）はその綱領を作ろうとしなかった。党大会で唯一注目すべき事は、全てが満場一致で可決されることに抗議するために、ある代議員が架空の「ジョー・スミス」に投票したことだった。

### 民主党の指名
民主党の大統領指名候補者

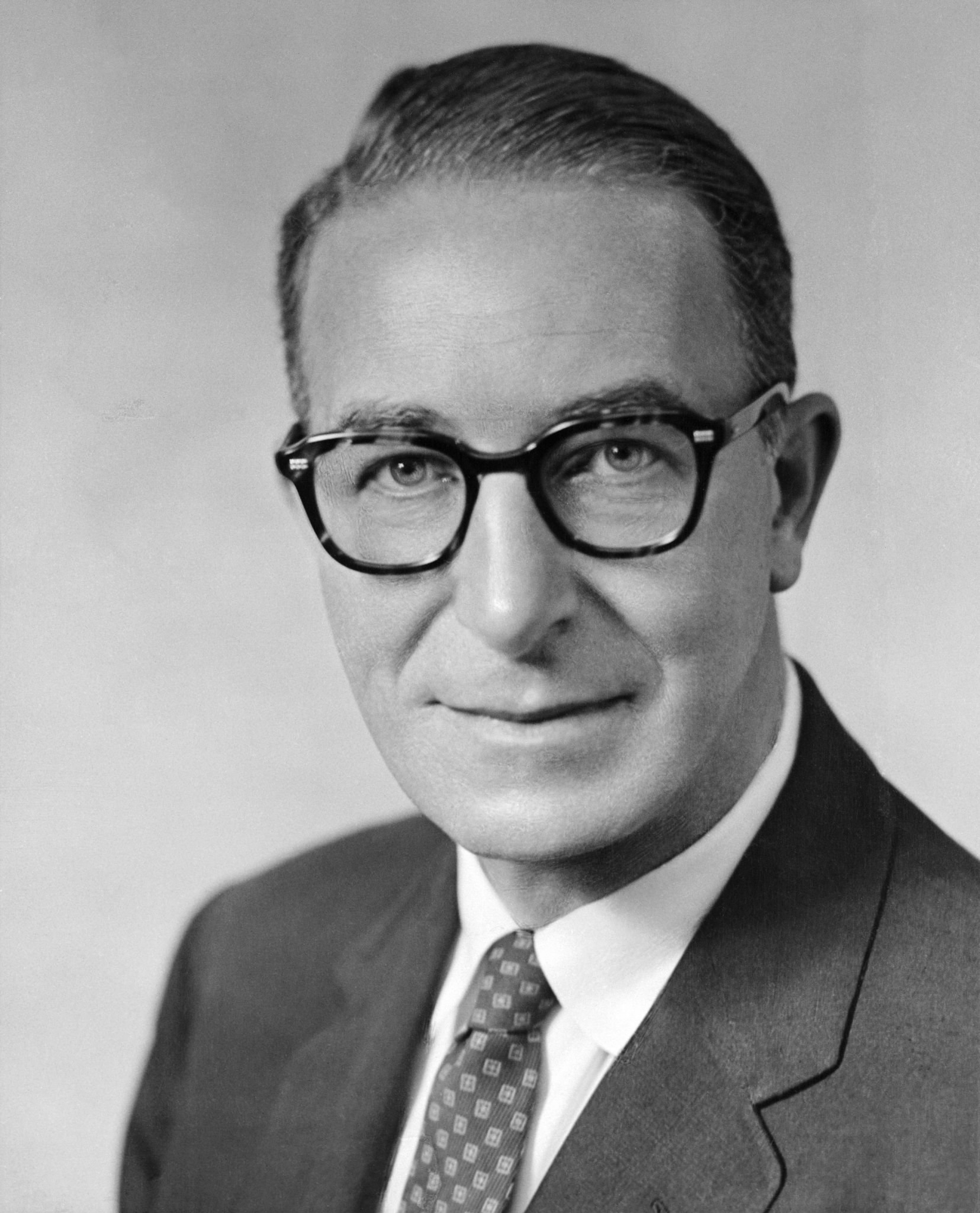
エステス・キーフォーヴァー、テネシー州選出アメリカ合衆国上院議員
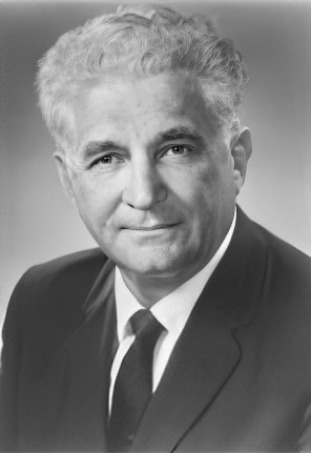
フランク・J・ラウシュオハイオ州知事
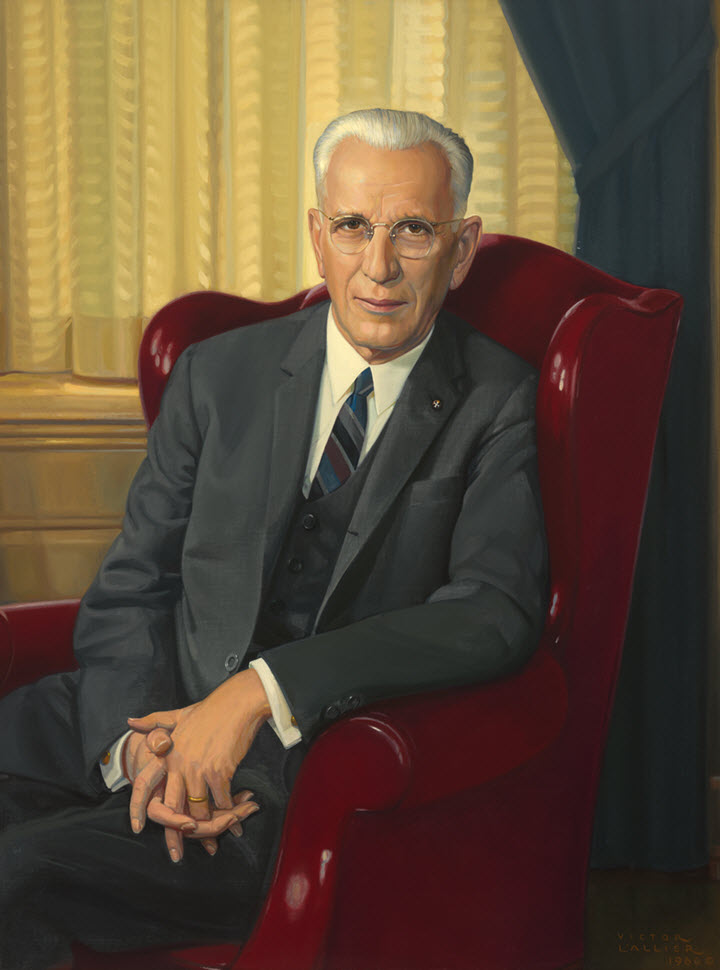
ジョン・W・マコーマック、アメリカ合衆国下院院内総務、マサチューセッツ州出身
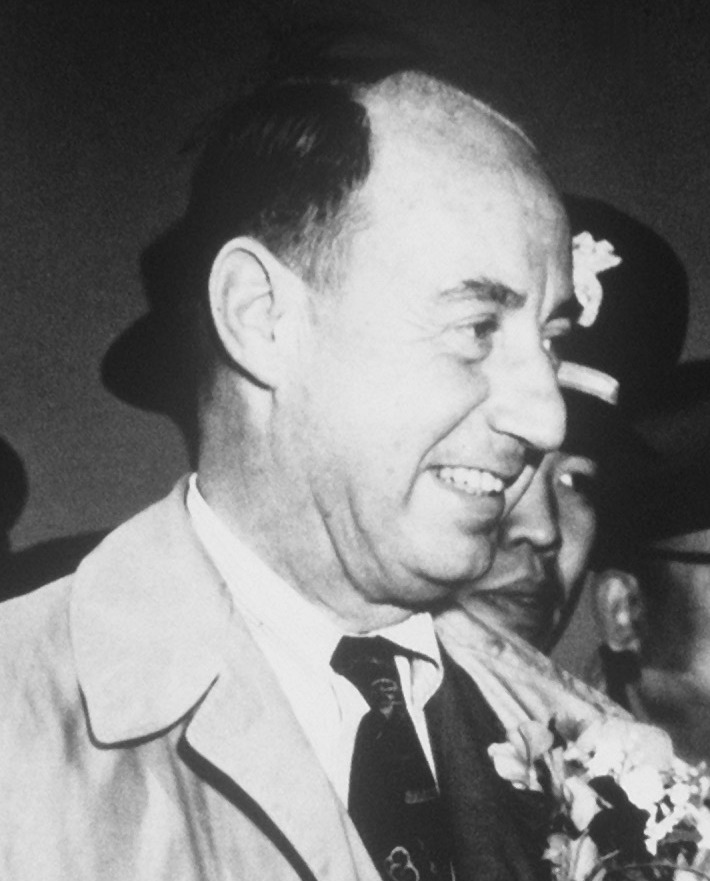
アドレー・スティーブンソン、元イリノイ州知事

#### 予備選挙
アドレー・スティーブンソンは1952年の民主党候補者であり、1956年も再指名に向けて、テネシー州選出の上院議員で人民主義者のエステス・キーフォーヴァーと予備選ではしっかりとした戦いを演じた。キーフォーヴァーはニューハンプシャー州予備選で反対無く勝利した（ただし、スティーブンソンは記名投票で15％を取った）。キーフォーヴァーがミネソタ州予備選でスティーブンソンを破ると、スティーブンソンは危機的状況にあることを認識し、フロリダ州でキーファーヴァーと討論を行うことに同意した。スティーブンソンとキーファーヴァーは、フロリダ州予備選の前の1956年5月21日に、初めてテレビ中継された大統領候補者の討論会 を行った。スティーブンソンがフロリダ州予備選を52％対48％で制した。6月のカリフォルニア州予備選までに、キーファーヴァーの選挙資金が底を突き、資金力のあるスティーブンソンと広告宣伝力で競うことができなかった。スティーブンソンがカリフォルニア州予備選を63％対37％で制し、その後間もなくキーファーヴァーが指名争いから撤退した。

##### 予備選挙獲得票数
- アドレー・スティーブンソン - 3,069,504 (50.70%)
- エステス・キーフォーヴァー - 2,283,172 (37.71%)
- 非拘束 - 380,300 (6.28%)
- フランク・J・ラウシュ - 278,074 (4.59%)
- Jジョン・W・マコーマック - 26,128 (0.43%)

##### 州ごとの勝者

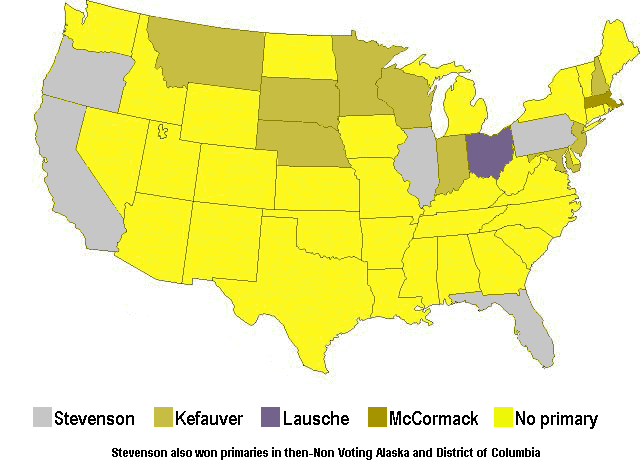
民主党予備選挙の結果

スティーブンソン
- カリフォルニア州
- フロリダ州
- イリノイ州
- ペンシルベニア州
- オレゴン州

キーフォーヴァー
- インディアナ州
- メリーランド州
- ニュージャージー州
- ニューハンプシャー州
- ミネソタ州
- モンタナ州
- ネブラスカ州
- ノースダコタ州
- サウスダコタ州
- ウィスコンシン州

ラウシュ
- オハイオ州

マコーマック
- マサチューセッツ州

#### 党大会
シカゴで開催された1956年の民主党全国大会では、ニューヨーク州知事アヴェレル・ハリマンが元大統領ハリー・S・トルーマンの後ろ盾を得て、スティーブンソンと指名を争った。しかし、スティーブンソン支持の代議員数がハリマン支持を大きく上回っており、スティーブンソンが1回目の投票で指名を得た。
投票結果は以下の通りだった。
| 大統領候補指名投票の結果（1956年民主党） | 大統領候補指名投票の結果（1956年民主党） |
| 候補者                                   | 投票結果                                 |
| アドレー・スティーブンソン               | 905.5                                    |
| W・アヴェレル・ハリマン                  | 210                                      |
| リンドン・ジョンソン                     | 80                                       |
| スチュアート・サイミントン               | 45.5                                     |
| アルバート・チャンドラー                 | 36.5                                     |
| ジェイムズ・C・デイビス                  | 33                                       |
| ジョン・S・バトル                        | 32.5                                     |
| ジョージ・B・ティンマーマン              | 23.5                                     |
| フランク・J・ラウシュ                    | 5.5                                      |
| ---------------------------------------- | ---------------------------------------- |

##### 副大統領候補の指名
1956年民主党全国大会のハイライトは、スティーブンソンが候補者選びの興奮を生み出そうとして、副大統領候補は代議員達が選ぶと突然の宣言をしたときだった。このことで、指名を得るために数人の候補者による激しい指名獲得競争が始まった。副大統領候補レースの興奮の大部分は、投票が始まるまでに代議員達に訴える時間が慌ただしい1日間しか残されていないという事実によっていた。有力候補は2人いた。1人はキーフォーヴァー上院議員であり、主な代議員の支持を保持していた。もう1人はマサチューセッツ州選出の若き上院議員ジョン・F・ケネディであり、当時は比較的知名度が低かった。スティーブンソンは副大統領候補としてケネディの方を好んだが、投票に影響を与えるようなことは如何なることもしなかった。専門家達を驚かせたことに、ケネディは2回目の投票で首位に立ち、しかも指名まで15票足りないだけだった。しかし、多くの州がその州の「お気に入りの息子」候補から離反し、キーファーヴァーに鞍替えしたことから、調整後の集計でキーファーヴァーが勝利した。ケネディはこの時潔い敗北演説を行った。この敗北はケネディにとって事実上長きにわたる大統領挑戦の始まりだった。キーフォーヴァーを倒す寸前まで行くことで全国的知名度を得ることができ、さらに最後はキーフォーヴァーに破れることで、11月に予測されるスティーブンソンがアイゼンハワーに破れることに対する非難は回避した。副大統領候補者選びの投票結果は以下の通りだった。

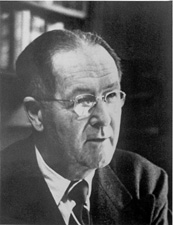
クリントン・アンダーソン、ニューメキシコ州選出のアメリカ合衆国上院議員
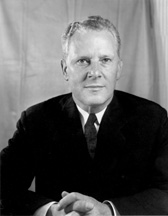
アルバート・ゴア・シニア、テネシー州選出のアメリカ合衆国上院議員
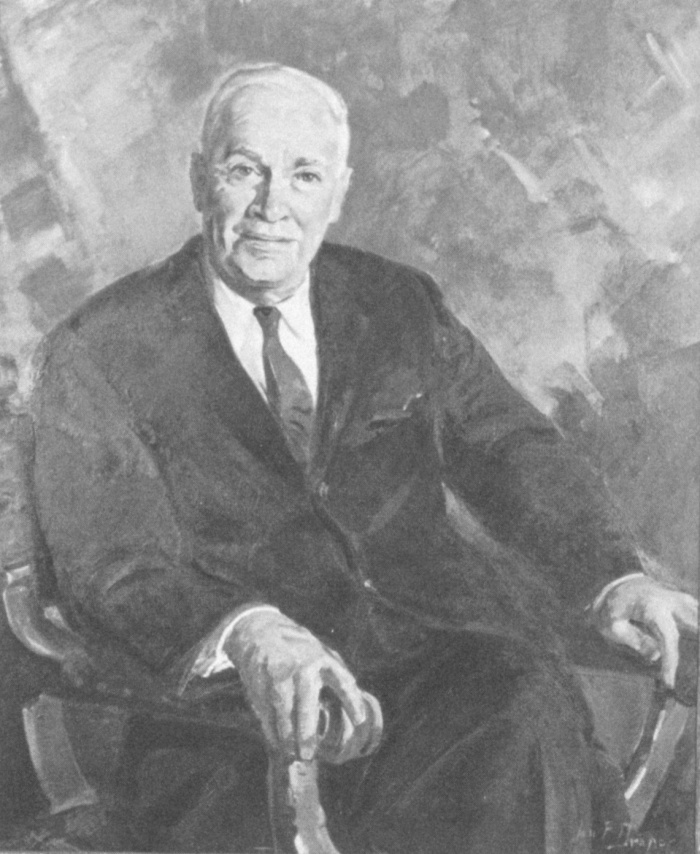
ルーサー・H・ホッジス、ノースカロライナ州知事
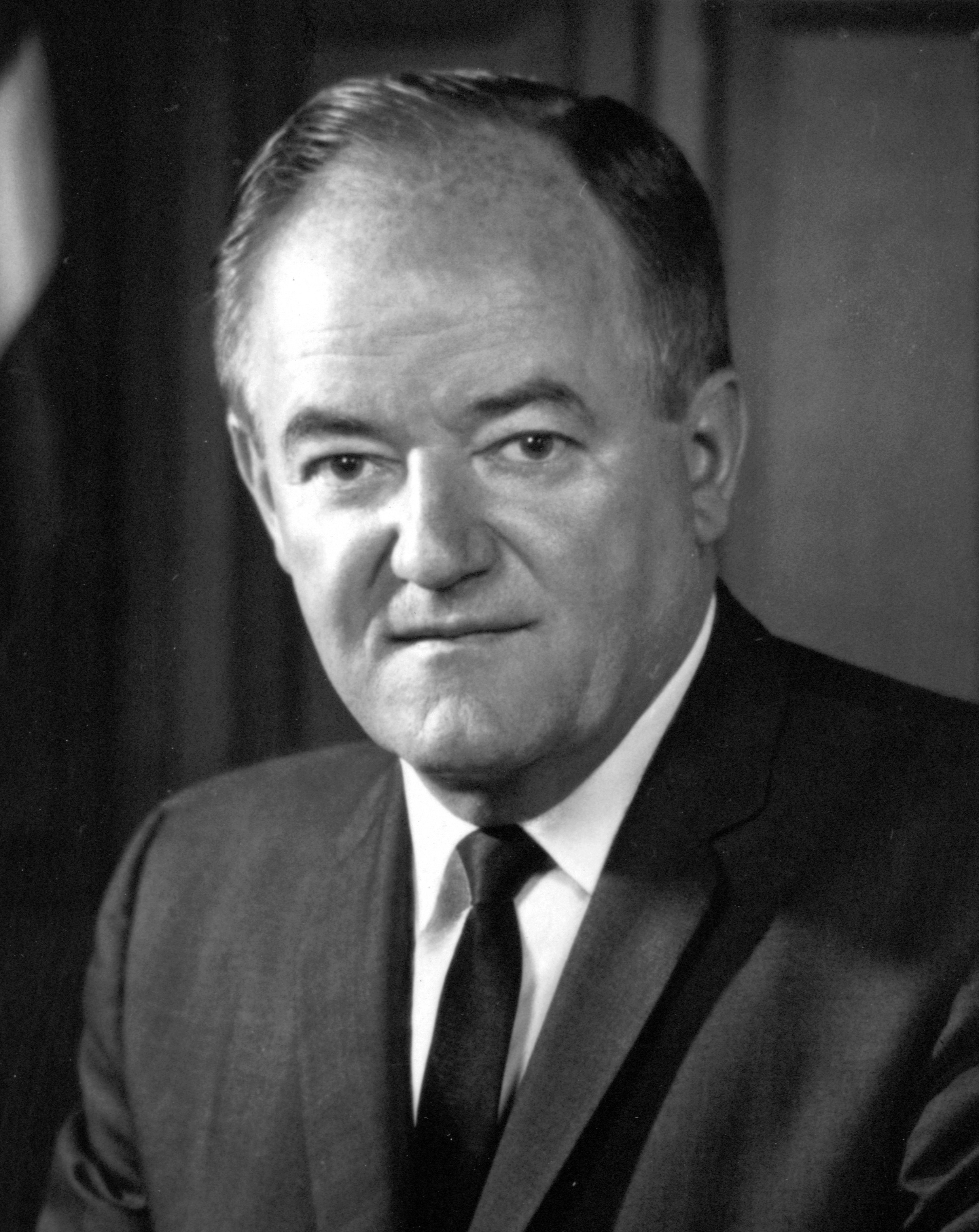
ヒューバート・H・ハンフリー、ミネソタ州選出のアメリカ合衆国上院議員
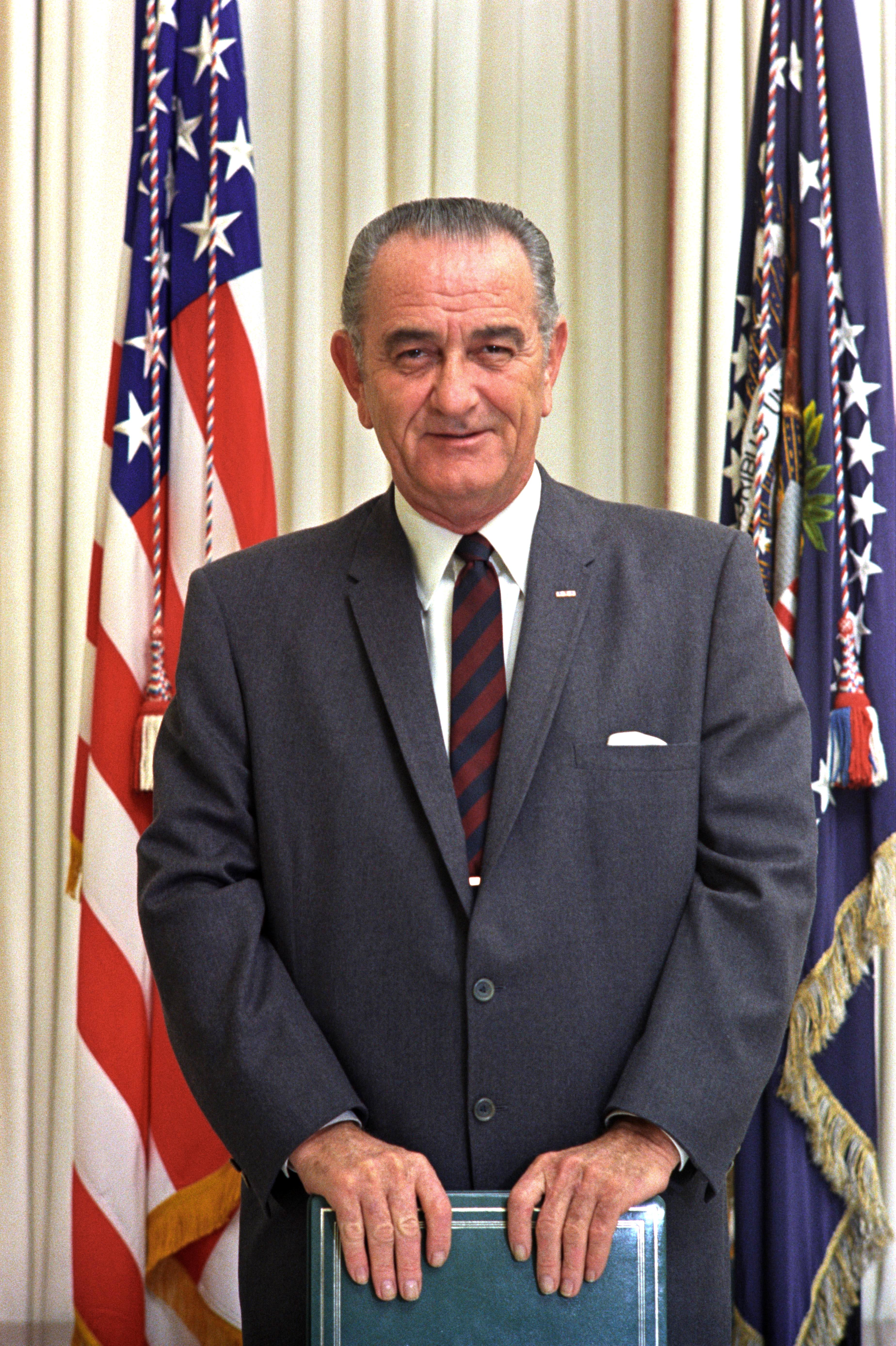
リンドン・ジョンソン、アメリカ合衆国上院院内総務、テキサス州出身
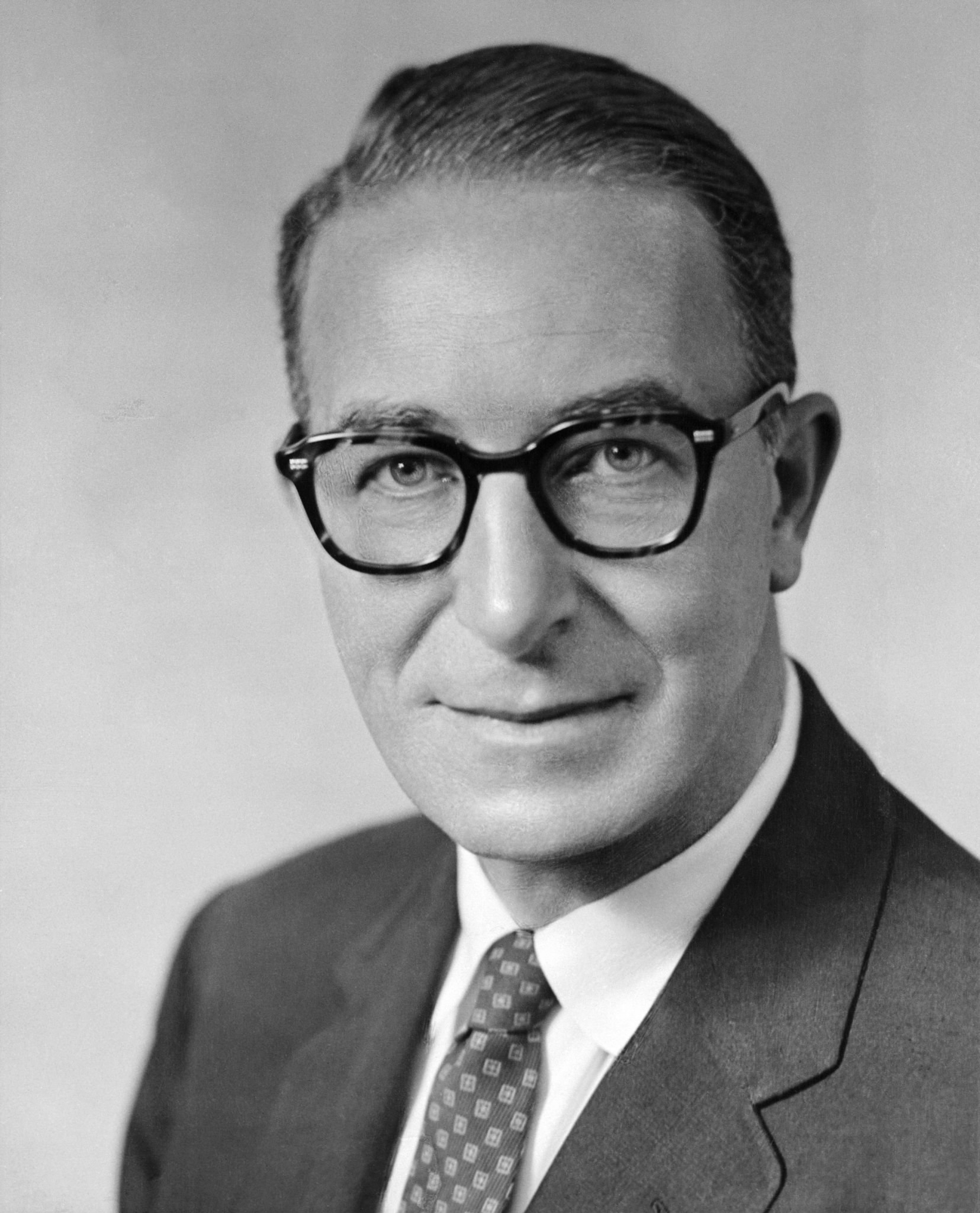
エステス・キーフォーヴァー、テネシー州選出のアメリカ合衆国上院議員
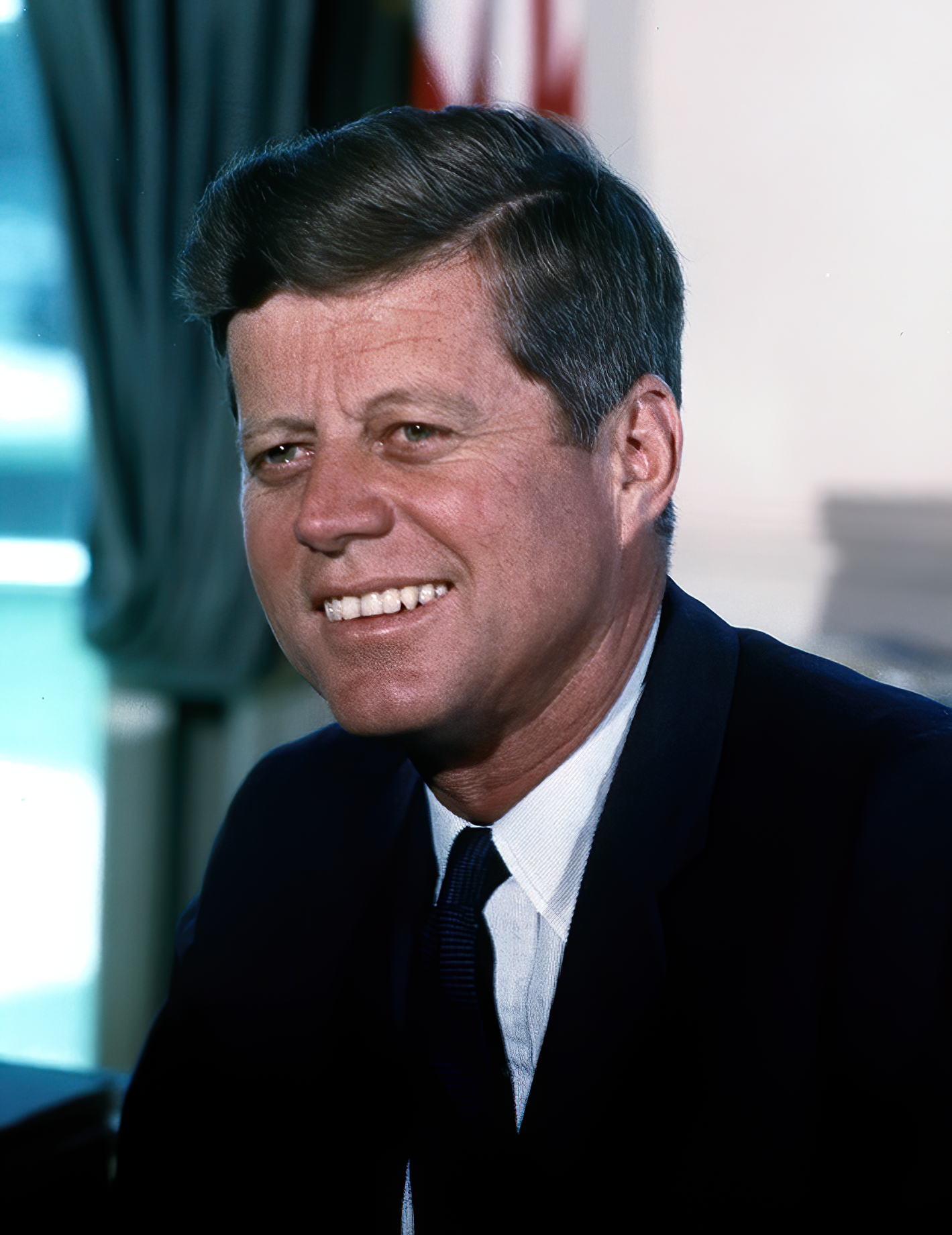
ジョン・F・ケネディ、マサチューセッツ州選出のアメリカ合衆国上院議員
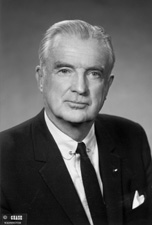
スチュアート・サイミントン、ミズーリ州選出のアメリカ合衆国上院議員
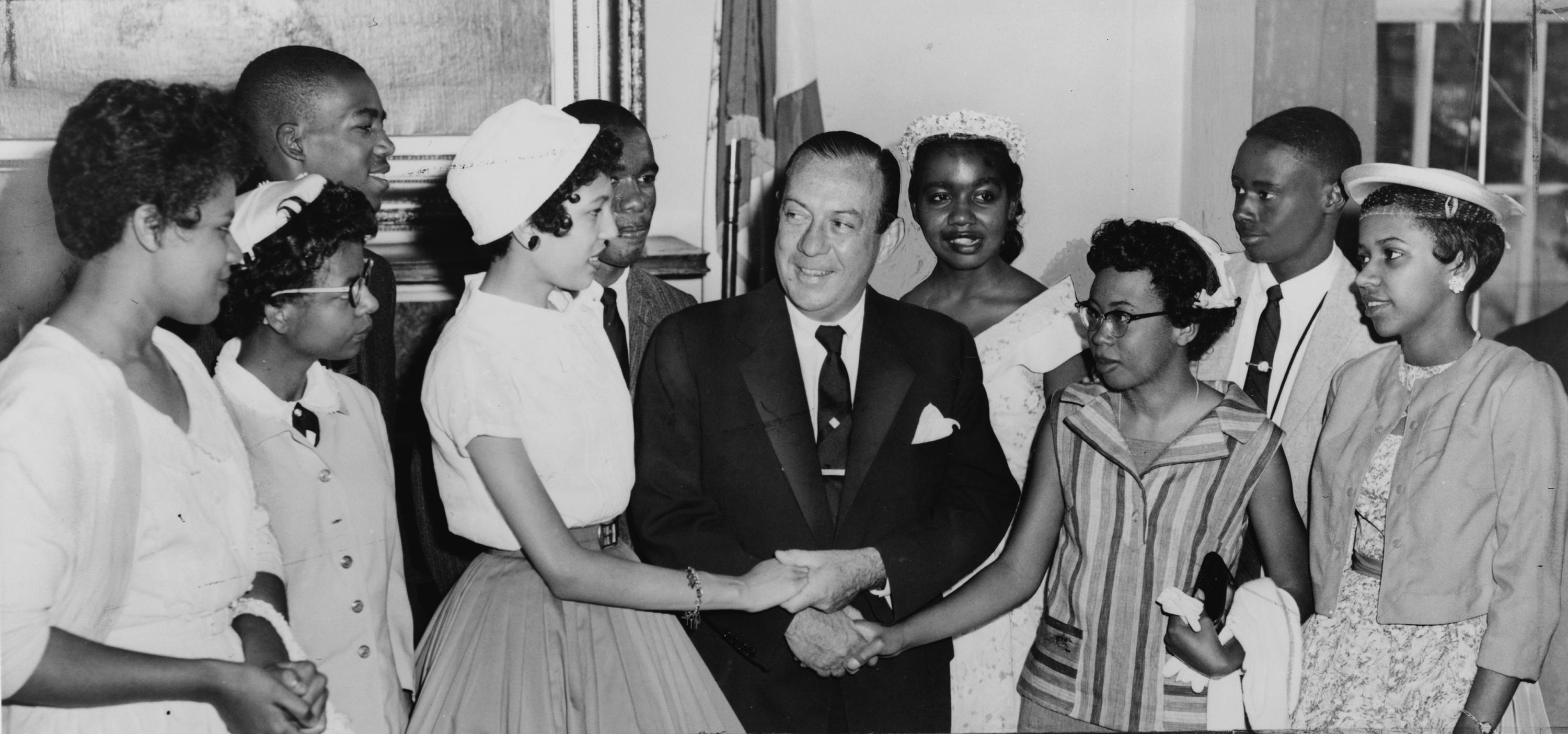
ロバート・F・ワグナー・ジュニア、ニューヨーク市長

- パット・ブラウン、カリフォルニア州検事総長
- フランク・G・クレメント、テネシー州知事
- リロイ・コリンズ、フロリダ州知事

| 副大統領候補指名投票の結果（1956年民主党） | 副大統領候補指名投票の結果（1956年民主党） | 副大統領候補指名投票の結果（1956年民主党） | 副大統領候補指名投票の結果（1956年民主党） |
| 候補者: 投票回                             | 1                                          | 2 調整前                                   | 2 調整後                                   |
| エステス・キーフォーヴァー                 | 466.5                                      | 551.5                                      | 755.5                                      |
| ジョン・F・ケネディ                        | 294.5                                      | 618                                        | 589                                        |
| アルバート・ゴア・シニア                   | 178                                        | 110.5                                      | 13.5                                       |
| ロバート・F・ワグナー・ジュニア            | 162.5                                      | 9.5                                        | 6                                          |
| ヒューバート・H・ハンフリー                | 134                                        | 74.5                                       | 2                                          |
| ルーサー・H・ホッジス                      | 40                                         | 0.5                                        | 0                                          |
| P・T・メイナー                             | 33                                         | 0                                          | 0                                          |
| リロイ・コリンズ                           | 29                                         | 0                                          | 0                                          |
| クリントン・アンダーソン                   | 16                                         | 0                                          | 0                                          |
| フランク・G・クレメント                    | 14                                         | 0                                          | 0                                          |
| パット・ブラウン                           | 1                                          | 0                                          | 0                                          |
| リンドン・ジョンソン                       | 1                                          | 0                                          | 0                                          |
| スチュアート・サイミントン                 | 1                                          | 0                                          | 0                                          |
| ------------------------------------------ | ------------------------------------------ | ------------------------------------------ | ------------------------------------------ |

## 一般選挙

### 秋の選挙運動
スティーブンソンはアイゼンハワーに対抗して激しい選挙戦を行い、両陣営共にテレビ広告が初めて支配的な手段になった。アイゼンハワーが1952年に当選したのは女性票を獲得したのが大きかったので、「主婦」に焦点を当てた広告が多かった。
スティーブンソンは社会福祉に宛てる歳出を大きく増やすことや、ソビエト連邦との条約を結んで軍事費を下げ、米ソ共に核実験を停止する提案を行った。また軍隊の徴兵制を止め、「すべて志願兵」に切り替える提案もした。アイゼンハワーは個人的には大気圏内核実験を禁止する提案のために動いていたものの、スティーブンソンのアイディアには公然と反対した。アイゼンハワーは第二次世界大戦の間に獲得した大きな個人的また政治的人気を保持し続けており、選挙運動中の世論調査でもかなりのリードを続けた。
アイゼンハワーは投票日前の週末に起こった2つの外交政策に関わる危機に助けられた。ソビエト連邦が占領したハンガリーで、多くの市民がソ連軍に反抗して立ち上がった（ハンガリー動乱）。その反乱は数日の間にソ連軍に潰された。エジプトでは、イスラエル、イギリスおよびフランスの連合軍がスエズ運河を占領した（第二次中東戦争）。アイゼンハワーはこの占領を非難し、連合軍に運河をエジプト支配に戻すよう圧力を掛けた。この2つの出来事は現職大統領の支持に多くのアメリカ人を結集させ、その支持率の差が広がった。アイゼンハワーはまた1954年に出た「ブラウン対教育委員会裁判」の判決を支持していた。この合衆国最高裁判所による判決で、公共教育における合法的人種差別を終わらせていた。その結果、アイゼンハワーは黒人票の40％近くを獲得した。黒人からこのような多くの支持を得たことでは共和党候補者としては最後のことになった。
投票日に、アイゼンハワーは一般投票の57％を獲得し、48州のうち41州を制した。スティーブンソンは南部州のうち6州と境界州であるミズーリ州を制したに留まり、過去100年間でミズーリ州を制しながら選挙には敗れた唯一の候補者になった。アイゼンハワーはルイジアナ州を制し、レコンストラクションの1876年以来、同州を制した初の共和党候補になった。

### 結果
| 大統領選の結果                                  |            |            |            |              |                                       |              |
| 大統領候補者 出身州                             | 党         | 得票数     | 得票率     | 選挙人得票数 | 副大統領候補者 出身州                 | 選挙人得票数 |
| ドワイト・D・アイゼンハワー ペンシルベニア州    | 共和党     | 35,579,180 | 57.4%      | 457          | リチャード・ニクソン カリフォルニア州 | 457          |
| アドレー・スティーブンソン イリノイ州           | 民主党     | 26,028,028 | 42.0%      | 73           | エステス・キーフォーヴァー テネシー州 | 73           |
| ウォルター・バーグウィン・ジョーンズ アラバマ州 | 民主党     | -(a)       | -(a)       | 1            | ハーマン・トールマッジ ジョージア州   | 1            |
| 非拘束代議員                                    | -          | 196,145    | 0.3%       | 0            | -                                     | 0            |
| T・コールマン・アンドリューズ バージニア州      | 州権党     | 107,929    | 0.2%       | 0            | トマス・ワーデル カリフォルニア州     | 0            |
| その他                                          | -          | 110,046    | 0.2%       | 0            | -                                     | 0            |
| 合計                                            | 合計       | 62,021,328 | 100%       | 531          | -                                     | 531          |
| 選出必要数                                      | 選出必要数 | 選出必要数 | 選出必要数 | 266          | -                                     | 266          |

(a) アラバマ州の造反選挙人W・F・ターナーはアドレー・スティーブンソンとエステス・キーフォーヴァーに投票することになっていたが、実際にはターナーの出身町の巡回裁判所判事であるウォルター・バーグウィン・ジョーンズと、隣接するジョージア州知事ハーマン・トールマッジに投票した。

#### 州ごとの結果
| アイゼンハワー/ニクソンが勝利した州           |
| スティーブンソン/キーフォーヴァーが勝利した州 |

|                      |          | ドワイト・D・アイゼンハワー 共和党 | ドワイト・D・アイゼンハワー 共和党 | ドワイト・D・アイゼンハワー 共和党 | アドレー・スティーブンソン 民主党 | アドレー・スティーブンソン 民主党 | アドレー・スティーブンソン 民主党 | T・コールマン・アンドリューズ/ 非拘束代議員 州権党 | T・コールマン・アンドリューズ/ 非拘束代議員 州権党 | T・コールマン・アンドリューズ/ 非拘束代議員 州権党 | エリック・ハス 社会主義労働者党 | エリック・ハス 社会主義労働者党 | エリック・ハス 社会主義労働者党 | 票差      | 票差   | 州計       | 州計 |
| 州                   | 選挙人数 | #                                  | %                                  | 選挙人数                           | #                                 | %                                 | 選挙人数                          | #                                                  | %                                                  | 選挙人数                                           | #                               | %                               | 選挙人数                        | #         | %      | #          |      |
| -------------------- | -------- | ---------------------------------- | ---------------------------------- | ---------------------------------- | --------------------------------- | --------------------------------- | --------------------------------- | -------------------------------------------------- | -------------------------------------------------- | -------------------------------------------------- | ------------------------------- | ------------------------------- | ------------------------------- | --------- | ------ | ---------- | ---- |
| アラバマ州           | 11       | 195,694                            | 39.40                              | -                                  | 280,844                           | 56.54                             | 10                                | 20,150                                             | 4.06                                               | -                                                  | -                               | -                               | -                               | -85,150   | -17.14 | 496,698    | AL   |
| アリゾナ州           | 4        | 176,990                            | 60.99                              | 4                                  | 112,880                           | 38.90                             | -                                 | 303                                                | 0.10                                               | -                                                  | -                               | -                               | -                               | 64,110    | 22.09  | 290,173    | AZ   |
| アーカンソー州       | 8        | 186,287                            | 45.82                              | -                                  | 213,277                           | 52.46                             | 8                                 | 7,008                                              | 1.72                                               | -                                                  | -                               | -                               | -                               | -26,990   | -6.64  | 406,572    | AR   |
| カリフォルニア州     | 32       | 3,027,668                          | 55.39                              | 32                                 | 2,420,135                         | 44.27                             | -                                 | 6,087                                              | 0.11                                               | -                                                  | 300                             | 0.01                            | -                               | 607,533   | 11.11  | 5,466,355  | CA   |
| コロラド州           | 6        | 394,479                            | 59.49                              | 6                                  | 263,997                           | 39.81                             | -                                 | 759                                                | 0.11                                               | -                                                  | 3,308                           | 0.50                            | -                               | 130,482   | 19.68  | 663,074    | CO   |
| コネチカット州       | 8        | 711,837                            | 63.72                              | 8                                  | 405,079                           | 36.26                             | -                                 | -                                                  | -                                                  | -                                                  | -                               | -                               | -                               | 306,758   | 27.46  | 1,117,121  | CT   |
| デラウェア州         | 3        | 98,057                             | 55.09                              | 3                                  | 79,421                            | 44.62                             | -                                 | -                                                  | -                                                  | -                                                  | 110                             | 0.06                            | -                               | 18,636    | 10.47  | 177,988    | DE   |
| フロリダ州           | 10       | 643,849                            | 57.27                              | 10                                 | 480,371                           | 42.73                             | -                                 | -                                                  | -                                                  | -                                                  | -                               | -                               | -                               | 163,478   | 14.54  | 1,124,220  | FL   |
| ジョージア州         | 12       | 216,652                            | 32.65                              | -                                  | 441,094                           | 66.48                             | 12                                | -                                                  | -                                                  | -                                                  | -                               | -                               | -                               | -224,442  | -33.83 | 663,480    | GA   |
| アイダホ州           | 4        | 166,979                            | 61.17                              | 4                                  | 105,868                           | 38.78                             | -                                 | -                                                  | -                                                  | -                                                  | -                               | -                               | -                               | 61,111    | 22.39  | 272,989    | ID   |
| イリノイ州           | 27       | 2,623,327                          | 59.52                              | 27                                 | 1,775,682                         | 40.29                             | -                                 | -                                                  | -                                                  | -                                                  | 8,342                           | 0.19                            | -                               | 847,645   | 19.23  | 4,407,407  | IL   |
| インディアナ州       | 13       | 1,182,811                          | 59.90                              | 13                                 | 783,908                           | 39.70                             | -                                 | -                                                  | -                                                  | -                                                  | 1,334                           | 0.07                            | -                               | 398,903   | 20.20  | 1,974,607  | IN   |
| アイオワ州           | 10       | 729,187                            | 59.06                              | 10                                 | 501,858                           | 40.65                             | -                                 | 3,202                                              | 0.26                                               | -                                                  | 125                             | 0.01                            | -                               | 227,329   | 18.41  | 1,234,564  | IA   |
| カンザス州           | 8        | 566,878                            | 65.44                              | 8                                  | 296,317                           | 34.21                             | -                                 | -                                                  | -                                                  | -                                                  | -                               | -                               | -                               | 270,561   | 31.23  | 866,243    | KS   |
| ケンタッキー州       | 10       | 572,192                            | 54.30                              | 10                                 | 476,453                           | 45.21                             | -                                 | 2,657                                              | 0.25                                               | -                                                  | 358                             | 0.03                            | -                               | 95,739    | 9.09   | 1,053,805  | KY   |
| ルイジアナ州         | 10       | 329,047                            | 53.28                              | 10                                 | 243,977                           | 39.51                             | -                                 | 44,520                                             | 7.21                                               | -                                                  | -                               | -                               | -                               | 85,070    | 13.78  | 617,544    | LA   |
| メイン州             | 5        | 249,238                            | 70.87                              | 5                                  | 102,468                           | 29.13                             | -                                 | -                                                  | -                                                  | -                                                  | -                               | -                               | -                               | 146,770   | 41.73  | 351,706    | ME   |
| メリーランド州       | 9        | 559,738                            | 60.04                              | 9                                  | 372,613                           | 39.96                             | -                                 | -                                                  | -                                                  | -                                                  | -                               | -                               | -                               | 187,125   | 20.07  | 932,351    | MD   |
| マサチューセッツ州   | 16       | 1,393,197                          | 59.32                              | 16                                 | 948,190                           | 40.37                             | -                                 | -                                                  | -                                                  | -                                                  | 5,573                           | 0.24                            | -                               | 445,007   | 18.95  | 2,348,506  | MA   |
| ミシガン州           | 20       | 1,713,647                          | 55.63                              | 20                                 | 1,359,898                         | 44.15                             | -                                 | -                                                  | -                                                  | -                                                  | -                               | -                               | -                               | 353,749   | 11.48  | 3,080,468  | MI   |
| ミネソタ州           | 11       | 719,302                            | 53.68                              | 11                                 | 617,525                           | 46.08                             | -                                 | -                                                  | -                                                  | -                                                  | 2,080                           | 0.16                            | -                               | 101,777   | 7.60   | 1,340,005  | MN   |
| ミシシッピ州         | 8        | 60,685                             | 24.46                              | -                                  | 144,498                           | 58.23                             | 8                                 | 42,966                                             | 17.31                                              | -                                                  | -                               | -                               | -                               | -83,813   | -33.78 | 248,149    | MS   |
| ミズーリ州           | 13       | 914,289                            | 49.89                              | -                                  | 918,273                           | 50.11                             | 13                                | -                                                  | -                                                  | -                                                  | -                               | -                               | -                               | -3,984    | -0.22  | 1,832,562  | MO   |
| モンタナ州           | 4        | 154,933                            | 57.13                              | 4                                  | 116,238                           | 42.87                             | -                                 | -                                                  | -                                                  | -                                                  | -                               | -                               | -                               | 38,695    | 14.27  | 271,171    | MT   |
| ネブラスカ州         | 6        | 378,108                            | 65.51                              | 6                                  | 199,029                           | 34.49                             | -                                 | -                                                  | -                                                  | -                                                  | -                               | -                               | -                               | 179,079   | 31.03  | 577,137    | NE   |
| ネバダ州             | 3        | 56,049                             | 57.97                              | 3                                  | 40,640                            | 42.03                             | -                                 | -                                                  | -                                                  | -                                                  | -                               | -                               | -                               | 15,409    | 15.94  | 96,689     | NV   |
| ニューハンプシャー州 | 4        | 176,519                            | 66.11                              | 4                                  | 90,364                            | 33.84                             | -                                 | 111                                                | 0.04                                               | -                                                  | -                               | -                               | -                               | 86,155    | 32.27  | 266,994    | NH   |
| ニュージャージー州   | 16       | 1,606,942                          | 64.68                              | 16                                 | 850,337                           | 34.23                             | -                                 | 5,317                                              | 0.21                                               | -                                                  | 6,736                           | 0.27                            | -                               | 756,605   | 30.46  | 2,484,312  | NJ   |
| ニューメキシコ州     | 4        | 146,788                            | 57.81                              | 4                                  | 106,098                           | 41.78                             | -                                 | 364                                                | 0.14                                               | -                                                  | 69                              | 0.03                            | -                               | 40,690    | 16.02  | 253,926    | NM   |
| ニューヨーク州       | 45       | 4,340,340                          | 61.19                              | 45                                 | 2,750,769                         | 38.78                             | -                                 | -                                                  | -                                                  | -                                                  | -                               | -                               | -                               | 1,589,571 | 22.41  | 7,092,860  | NY   |
| ノースカロライナ州   | 14       | 575,062                            | 49.34                              | -                                  | 590,530                           | 50.66                             | 14                                | -                                                  | -                                                  | -                                                  | -                               | -                               | -                               | -15,468   | -1.33  | 1,165,592  | NC   |
| ノースダコタ州       | 4        | 156,766                            | 61.72                              | 4                                  | 96,742                            | 38.09                             | -                                 | 483                                                | 0.19                                               | -                                                  | -                               | -                               | -                               | 60,024    | 23.63  | 253,991    | ND   |
| オハイオ州           | 25       | 2,262,610                          | 61.11                              | 25                                 | 1,439,655                         | 38.89                             | -                                 | -                                                  | -                                                  | -                                                  | -                               | -                               | -                               | 822,955   | 22.23  | 3,702,265  | OH   |
| オクラホマ州         | 8        | 473,769                            | 55.13                              | 8                                  | 385,581                           | 44.87                             | -                                 | -                                                  | -                                                  | -                                                  | -                               | -                               | -                               | 88,188    | 10.26  | 859,350    | OK   |
| オレゴン州           | 6        | 406,393                            | 55.25                              | 6                                  | 329,204                           | 44.75                             | -                                 | -                                                  | -                                                  | -                                                  | -                               | -                               | -                               | 77,189    | 10.49  | 735,597    | OR   |
| ペンシルベニア州     | 32       | 2,585,252                          | 56.49                              | 32                                 | 1,981,769                         | 43.30                             | -                                 | -                                                  | -                                                  | -                                                  | 7,447                           | 0.16                            | -                               | 603,483   | 13.19  | 4,576,503  | PA   |
| ロードアイランド州   | 4        | 225,819                            | 58.26                              | 4                                  | 161,790                           | 41.74                             | -                                 | -                                                  | -                                                  | -                                                  | -                               | -                               | -                               | 64,029    | 16.52  | 387,609    | RI   |
| サウスカロライナ州   | 8        | 75,700                             | 25.18                              | -                                  | 136,372                           | 45.37                             | 8                                 | 88,511                                             | 29.45                                              | -                                                  | -                               | -                               | -                               | -47,863   | -15.92 | 300,583    | SC   |
| サウスダコタ州       | 4        | 171,569                            | 58.39                              | 4                                  | 122,288                           | 41.61                             | -                                 | -                                                  | -                                                  | -                                                  | -                               | -                               | -                               | 49,281    | 16.77  | 293,857    | SD   |
| テネシー州           | 11       | 462,288                            | 49.21                              | 11                                 | 456,507                           | 48.60                             | -                                 | 19,820                                             | 2.11                                               | -                                                  | -                               | -                               | -                               | 5,781     | 0.62   | 939,404    | TN   |
| テキサス州           | 24       | 1,080,619                          | 55.26                              | 24                                 | 859,958                           | 43.98                             | -                                 | 14,591                                             | 0.75                                               | -                                                  | -                               | -                               | -                               | 220,661   | 11.28  | 1,955,545  | TX   |
| ユタ州               | 4        | 215,631                            | 64.56                              | 4                                  | 118,364                           | 35.44                             | -                                 | -                                                  | -                                                  | -                                                  | -                               | -                               | -                               | 97,267    | 29.12  | 333,995    | UT   |
| バーモント州         | 3        | 110,390                            | 72.16                              | 3                                  | 42,549                            | 27.81                             | -                                 | -                                                  | -                                                  | -                                                  | -                               | -                               | -                               | 67,841    | 44.35  | 152,978    | VT   |
| バージニア州         | 12       | 386,459                            | 55.37                              | 12                                 | 267,760                           | 38.36                             | -                                 | 42,964                                             | 6.16                                               | -                                                  | 351                             | 0.05                            | -                               | 118,699   | 17.01  | 697,978    | VA   |
| ワシントン州         | 9        | 620,430                            | 53.91                              | 9                                  | 523,002                           | 45.44                             | -                                 | -                                                  | -                                                  | -                                                  | 7,457                           | 0.65                            | -                               | 97,428    | 8.47   | 1,150,889  | WA   |
| ウェストバージニア州 | 8        | 449,297                            | 54.08                              | 8                                  | 381,534                           | 45.92                             | -                                 | -                                                  | -                                                  | -                                                  | -                               | -                               | -                               | 67,763    | 8.16   | 830,831    | WV   |
| ウィスコンシン州     | 12       | 954,844                            | 61.58                              | 12                                 | 586,768                           | 37.84                             | -                                 | 6,918                                              | 0.45                                               | -                                                  | 710                             | 0.05                            | -                               | 368,076   | 23.74  | 1,550,558  | WI   |
| ワイオミング州       | 3        | 74,573                             | 60.08                              | 3                                  | 49,554                            | 39.92                             | -                                 | -                                                  | -                                                  | -                                                  | -                               | -                               | -                               | 25,019    | 20.16  | 124,127    | WY   |
| 合計:                | 531      | 35,579,180                         | 57.37                              | 457                                | 26,028,028                        | 41.97                             | 73                                | 304,074                                            | 0.49                                               | -                                                  | 44,300                          | 0.07                            | -                               | 9,551,152 | 15.40  | 62,021,328 | US   |

### 接戦だった州
青字は民主党、赤字は共和党が勝利したことを示す。数字は得票率の差。
得票率差1％未満 (選挙人数24)
1. ミズーリ州, 0.22%
2. テネシー州, 0.62%

得票率差5％未満 (選挙人数14)
1. ノースカロライナ州, 1.33%

得票率差5％以上10％未満 (選挙人数46)
1. アーカンソー州, 6.64%
2. ミネソタ州, 7.60%
3. ウェストバージニア州, 8.16%
4. ワシントン州, 8.47%
5. ケンタッキー州, 9.09%

1959年にアラスカ州とハワイ州が州昇格を果たすので、1956年選挙は48州531人の選挙人で行われた最後のものになった。
その他に次のような記録もあった。
- ミズーリ州は過去1世紀間、あらゆる大統領当選者を支持してきたので、しばしば「指標」と考えられている。1956年の場合はスティーブンソンを支持して唯一の例外となっている（投票総数180万票以上のうちわずか4,000票差だった。この差はセントルイス市によって生まれた）。
- アイゼンハワーはサウスカロライナ州において、スティーブンソンと非拘束代議員に続いて3位となり、現職の3位は1912年のウィリアム・タフト以来となった。このようなケースが次に起こったのは、1992年のジョージ・H・W・ブッシュであり、メイン州でビル・クリントンとロス・ペローに次いで3位となった。
- 2007年現在、1956年選挙は4年前と同じ組合せで競われたことでは最後の機会となっている（同じ組合せは、1800年、1840年、1892年、および1900年に起こっていた）
- 2007年現在、民主党全国大会で副大統領候補者選びが2回以上の投票となったのは、1956年が最後となっている。